# Horní haberský rybník
Horní haberský rybník se nachází v severovýchodní části katastru obce Volduchy, nedaleko osady Habr. Protéká jím Voldušský potok a nedaleko se tyčí vrch Chlum (561 m). Pod hrází rybníka se nachází přírodní památka Niva u Volduch a silný pramen pitné vody V Habru. Rybník je zhruba 256 m dlouhý a 80 m široký.